# Mechtelt van Lichtenberg
Mechtelt van Lichtenberg auch bekannt als Mechtelt toe Boecop (geboren um 1520 in Utrecht; gestorben 1598 in Kampen) war eine niederländische Malerin.

## Leben
Mechtelt van Lichtenberg wurde um 1520 in Utrecht geboren. Sie war die Tochter des Stadtrats Gerrit van Lichtenberg (gest. 1549) und Cornelia de Vooght van Rijnevelt. Zwischen 1546 und 1649 heiratete sie in Kampen den Stadtrat und Kirchenvorsteher Egbert toe Boecop (gest. 1578). Mit ihm hatte sie mindestens einen Sohn und fünf Töchter, von denen mindestens der Sohn und zwei Töchter das Erwachsenenalter erreichten. Die Töchter Cornelia toe Boecop und Margaretha toe Boecop wurden von ihr in der Malerei ausgebildet und waren später selbst Malerinnen.
Mechtelt van Lichtenberg stammte aus einem wohlhabenden Adelsumfeld in Utrecht. Ihr Vater hatte eine hohe Position in der Utrechter Sattlerzunft inne, zu der auch Maler gehörten. Ihr Großvater Gijsbert van Lichtenberg war ebenfalls Maler, jedoch war er bereits vor ihrer Geburt verstorben. Vermutlich lernte sie Malen und Zeichnen, da es zur Ausbildung von Mädchen in der höheren Gesellschaft wie  Handarbeiten und Musizieren gehörte. Es ist nicht bekannt, wer sie als Malerin ausgebildet hatte, sie war auch kein Mitglied der Gilde und hat ihre Werke wahrscheinlich nicht verkauft.
Ihre Schwester Anna hatte 1540 nach Kampen geheiratet, vermutlich lernte sie so ihren Ehemann kennen. Zwischen 1546 und 1549 heiratete sie den Kampenaer Egbert toe Boecop. Auch nach ihrer Hochzeit malte sie weiter und brachte dies auch ihren Töchtern Margaretha und Cornelia bei.

## Werk

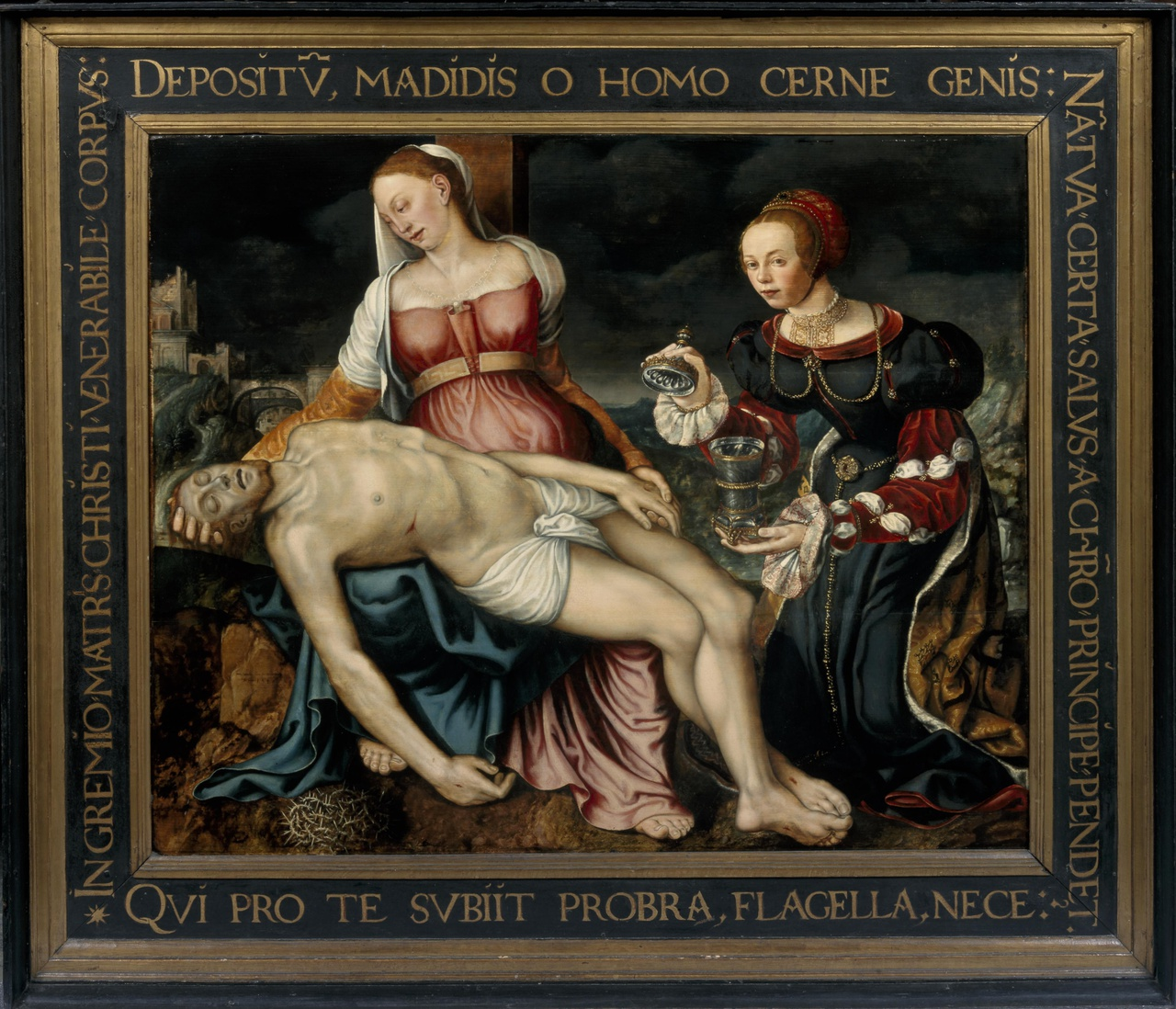
Pieta, 1546

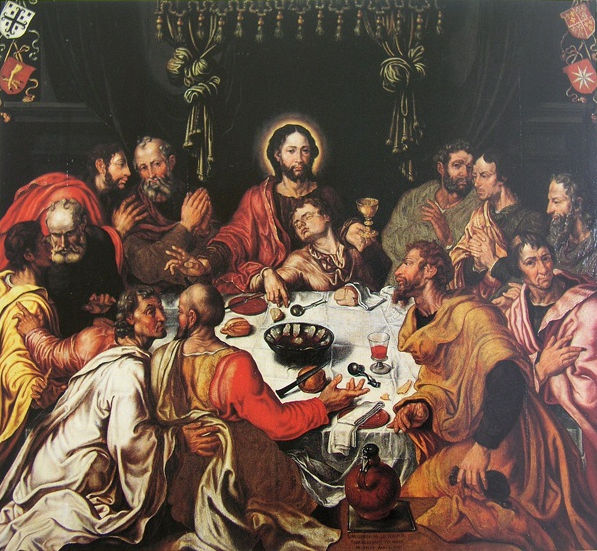
Das letzte Abendmahl, 1574

Von ihrem Werk ist nur wenig bekannt. Eine „Pieta“ von 1546, heute im Centraal Museum Utrecht, eine „Anbetung der Hirten“ von 1572 und zwei große Tafeln mit „Das letzte Abendmahl“, von denen eine signiert und datiert ist 1574 und das andere betrifft eine Zuschreibung, die zur Diskussion steht. Diese letzten drei Gemälde werden im Stedelijk Museum Kampen aufbewahrt. Die „Piëta“ signierte sie mit ihrem Mädchennamen „Mechtelt va[n] Lichteberch me fecit 1546“. Das deutet darauf hin, dass sie sie noch vor der Hochzeit in Utrecht gemalt hat. Die beiden anderen Stücke signierte sie mit „Mechtelt van Lichtenberg Anders toe Bocop m a fait l'an 1572“ bzw. „Mechtelt van Lichtenberg Anders genant to Bocop me fecit anno 1574“.
Mechtelt van Lichtenberg starb 1598 in Kampen.